# Gyrometer
Ein Gyrosensor bzw. Gyrometer registriert bzw. misst Drehbewegungen.
Ein Gyroskop (Gyro) oder ein Laserkreisel sind Beispiele für Gyrosensoren.

## Drehzahlmesser, historisch

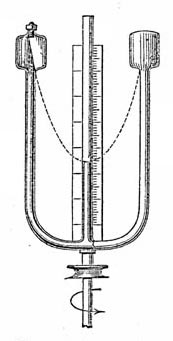
Brown-Gyrometer (um 1880)

Gyrometer ist auch die Bezeichnung für früher gebräuchliche Instrumente zum Messen der Umdrehungsgeschwindigkeit rotierender Körper und damit ein Drehzahlmesser. Es wurde früher  benutzt, um die Drehzahl von Antriebswellen mechanischer Maschinen zu bestimmen.

In der üblichen Bauweise („Brown-Gyrometer“) wurden an die drehende Achse zwei Massen angebracht, die durch die Fliehkraft bei der Rotation nach außen getragen wurden. Ein Faden, der beide Massen verbindet, zeigt dann an der gemeinsamen Achse die Anzahl der Umdrehungen pro Minute an. Bei manchen Bauweisen wurden die Massen durch die eigene Gewichtskraft wieder zurückgetrieben, bei anderen wurde die Elastizität der Befestigungsstangen genutzt. 

Bei vielen selbstregulierenden Dampfmaschinen wurde die Dampfzufuhr automatisch durch einen solchen Fliehkraftregler geregelt. 

Heute ist die Zeitmessung weitaus genauer, so dass die Umdrehungsgeschwindigkeit über die Anzahl der Umdrehungen in einem Zeitraum gemessen wird und mechanische Gyrometer praktisch nicht mehr zum Einsatz kommen.